# Unicentro Pereira
Unicentro Pereira es un centro comercial localizado en la ciudad de Pereira, Risaralda, Colombia
Fue inaugurado en mayo de 2009.
Igual que los otros Centros Comerciales de la cadena Unicentro, fue construido por Pedro Gómez y Cia.
Tiene un área construida de 62.577 m² de los cuales le corresponde al área comercial 22.580 m²; cuenta con 173 locales comerciales y su almacén ancla es Jumbo del holding cencosud. Tiene además 4 salas de cine de Cinemark, y marcas locales e internacionales como tiendas Tous, Polo Ralph Lauren, Crocs, U.S Polo Assn, Lorito, entre otras. 